# Josie Sedgwick

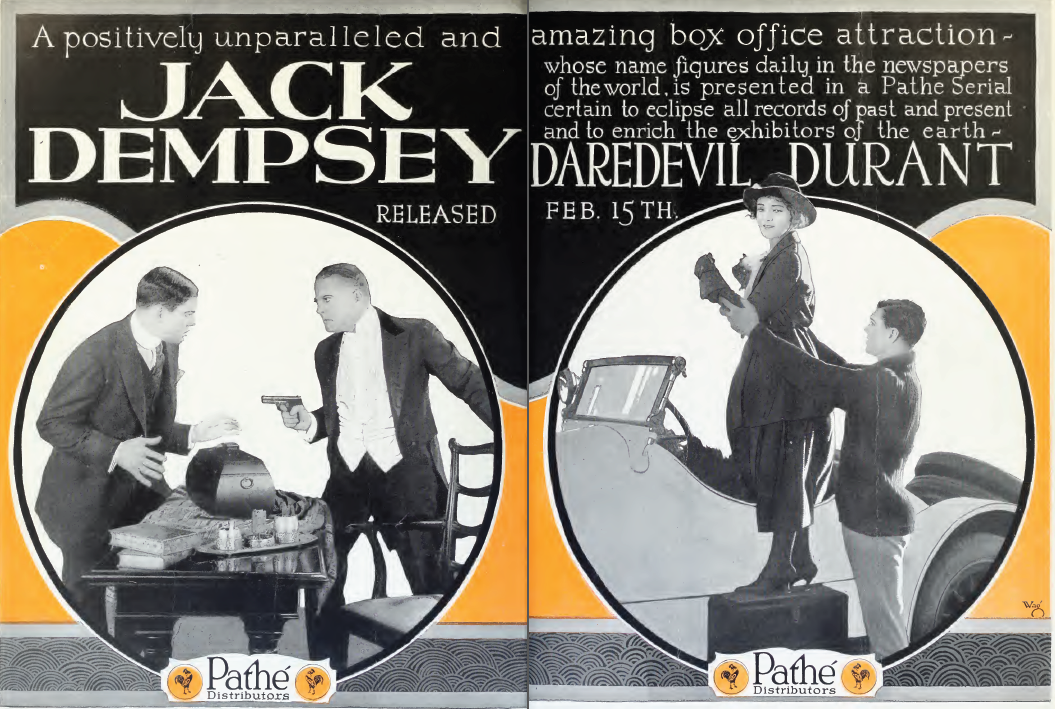
Anuncio del serial Daredevil Jack, protagonizado por Jack Dempsey y Josie Sedgwick

Josie Sedgwick (13 de marzo de 1894 – 30 de abril de 1973) fue una actriz cinematográfica estadounidense, activa en la época del cine mudo, y que a lo largo de su carrera artística actuó en más de 50 filmes, estrenados entre 1916 y 1932.

## Biografía
Su nombre completo era Josephine Sedgwick, y nació en Galveston, Texas, en el seno de una familia dedicada a la actuación. Sus padres eran los actores teatrales Edward Sedgwick y Josephine Walker, con los que ella y sus hermanos formaban el conjunto musical "The Five Sedgwicks". Su hermano, Edward Sedgwick, fue el primero en dedicarse al cine, trabajando como actor y posteriormente como director de seriales para Universal Pictures. Su hermana, Eileen Sedgwick, fue también actriz.
Sus primeros filmes fueron los cortometrajes Missy y Her Dream Man, ambos de 1916, y producidos por Universal Pictures. Su última película fue Son Of Oklahoma, de 1932, un western producido por Trem Carr Pictures en el que actuaba Bob Steele, y en el que tenía un papel principal. La mayoría de las producciones en las que actuó fueron del género western.
Una vez retirada del cine, Josie Sedgwick abrió una agencia artística, la Josie Sedgwick-Ray West Inc.. Ella falleció en Santa Mónica, California, el 30 de abril de 1973, a causa de un accidente cerebrovascular. Fue enterrada en el Cementerio de Holy Cross, en Culver City, California. En los años 1920 se había casado con el actor William A. Gettinger, más conocido por el nombre artístico de William Steele.

## Selección de su filmografía
| Año  | Título             | Papel                   | Observaciones |
| ---- | ------------------ | ----------------------- | ------------- |
| 1924 | The White Moth     | Ninon Aurel             |               |
| 1924 | The Sawdust Trail  | "Calamity" Jane Webster |               |
| 1923 | Daddy              | Helene Savelli          |               |
| 1921 | Double Adventure   | Martha Steadman         |               |
| 1920 | Daredevil Jack     | Glory Billings          |               |
| 1919 | Kingdom Come       | Glory Billings          |               |
| 1919 | The She Wolf       | Bella en el Dance Hall  |               |
| 1919 | Jubilo             | Rose Hardy              |               |
| 1918 | Lure of the Circus | Alicia Page             |               |